# Torri in Sabina
Torri in Sabina é uma comuna italiana da região do Lácio, província de Rieti, com cerca de 1.196 habitantes. Estende-se por uma área de 26 km², tendo uma densidade populacional de 46 hab/km². Faz fronteira com Calvi dell'Umbria (TR), Cantalupo in Sabina, Casperia, Montasola, Montebuono, Selci, Tarano, Vacone.
Seu nome durante o período romano era Gábios (em latim: Gabii).

## Demografia
| Variação demográfica do município entre 1861 e 2011                               |
|                                                                                   |
| Fonte: Istituto Nazionale di Statistica (ISTAT) - Elaboração gráfica da Wikipedia |